# Троєщинська вулиця
Троє́щинська ву́лиця — зникла вулиця, що існувала в Дніпровському районі міста Києва, місцевість Воскресенська слобідка. Пролягала від Головного провулку до вулиці Сєрова.

## Історія
Вулиця виникла в 50-ті роки XX століття. Назву набула 1957 року. 
Ліквідована наприкінці 1970-х — на початку 1980-х років у зв'язку зі знесенням старої забудови Воскресенської слобідки та частковим переплануванням місцевості.